# Odense International Film Festival
OFF - Odense International Film Festival er Danmarks eneste Oscar- EFA- og Robertkvalificerende kortfilmsfestival, som finder sted hvert år i august. Festivalen, der blev grundlagt i 1975, er Danmarks ældste filmfestival. OFF - Odense International Film Festival er en del af Odense Kommune med støtte fra sponsorer og fonde. HKH Kronprins Frederik er protektor for festivalen.

## Historie
Festivalen blev startet i forbindelse med 100-året for H.C. Andersens død, og initiativtageren var Bent Aagaard, filmredaktør hos Fyns Stiftstidende. Dengang hed festivalen ’Den Internationale Eventyrfestival’ og var udelukkende for eventyrlige animationsfilm i ånd med H.C. Andersens værker. Festivalen blev en fast tradition i Odense og skulle afholdes hvert andet år. 
I 1983 kom det første skift af festivalleder i form af filminstruktør og manuskriptforfatter Henning Carlsen. Med dette skift kom også en række ændringer for festivalen, bl.a. at festivalen ikke længere udelukkende var for animationsfilm. Kreative film af alle slags blev nu hilst velkommen, og således blev Odense International Film Festival navngivet. Dette skift blev efterfølgende i 1985 cementeret, da Odense International Film Festival med Jørgen Roos som kunstnerisk leder flyttede festivalen til Brandts Klædefabrik, hvor den siden da er blevet afholdt.
Odense ønskede at havde en filmfestival hvert år, derfor blev Dansk Film Festival oprettet i 1994, der ligesom Odense International Film Festival ville foregå hvert andet år og dermed fylde hullerne mellem festivalerne i Odense. Allan Berg Nielsen overtog den kunstneriske ledelse af Dansk Film Festival, som fokuserede på danske film, modsat Odense International Film Festival, som dengang holdt sig til internationale filmproduktioner.
Filminstruktør og forfatter Christian Braad Thomsen trådte til som kunstnerisk leder i 1997. Dansk Film Festival og Odense International Film Festival smeltede sammen til én overordnet festival og beholdte navnet Odense International Film Festival, som fremover ville vise både danske og udenlandske film og nu blev til en årlig festival. Thomsens tid hos OFF varede indtil 2005 og bragte nye tiltag og ændringer, deriblandt en selvstændig børnefilmjury. Denne udvikling fortsatte under den efterfølgende kunstneriske leder, Cecilia Lidin, som i 2007 indgik i et samarbejde med den danske animationssammenslutning ANIS om at skabe en konkurrence og præmie for både danske og internationale animationsfilm.
Birgitte Weinberger overtog festivalen i 2009 og fik en ny rolle som leder af både festivalens administrative og kunstneriske opgaver. Festivalen havde ikke før haft en egentlig leder, men en lokal administrator og kunstnerisk chef. I 2009 blev organisationen derved forstærket med en gennemgående leder. Samtidig blev den nye position som ’kunstnerisk profil’ introduceret. Fremover ville Odense International Film Festival hvert år have en ny person fra filmverdenen i rollen som kunstnerisk profil, som ville fungere som en ekstern bidrager til festivalens program. 
Birgitte Weinberger ændrede festivalens navn til OFF – Odense International Film Festival og revitaliserede festivalen, både i indhold og udtryk. Festivalen har de seneste 10 år oplevet vækst som Danmarks internationale kortfilmfestival. Det tydeligste eksempel var, da OFF i 2013 blev Danmarks første og eneste oscarkvalificerende filmfestival. Med denne kvalificering kan festivalen sende vinderne af samtlige af festivalens kortfilmkonkurrencer videre til Oscarakademiets udvælgelsesjury.
I 2019 blev OFF - Odense International Film Festival EFA-kvalificerende, kan dermed hvert år sende en kandidat videre til European Film Awards. 

## Konkurrencerne
Festivalen består af fem konkurrencer: Den International Konkurrence (tre priser), Den Danske Konkurrence (to priser), Animationskonkurrencen (to priser), Dokumentarkonkurrencen (to priser) og Ungdomskonkurrencen (en pris). De fire førstnævnte er alle Oscar-kvalificerende. Alle europæiske film er i betragtning til en EFA-nominering, og de danske film til en Robert.
OFF har også en pitching konkurrence kaldet Pitch Me Baby. 
Ved festivalens afslutning uddeles der en publikumspris.

## Organisation
OFF - Odense International Film Festival er en del af Kulturmaskinen, som er en del af By- og Kulturforvaltningen ved Odense Kommune. Festivalen ledes af festivalleder og programlægger Birgitte Weinberger.